# VfB Hüls
VfB Hüls is een Duitse voetbalclub uit het ortsteil Drewer in Marl.
De club werd in 1948 opgericht als tussen  Eintracht Lippe  en nam op 27 januari 1951 de naam Verein für Rasenspiele 1948 e.V. Marl-Hüls  aan. In 1976 fuseerde de club met SuS Drewer-Süd  tot VfB 48/64 Hüls. In 1997 promoveerde de club als kampioen van de Verbandsliga Westfalen naar de Oberliga Westfalen . Daar werd VfB Hüls in 2000 kampioen. De lokale rivaal is TSV Marl-Hüls. In 2013 degradeerde de club uit de Regionalliga West. In 2015 eindigde de club net boven de degradatiezone, maar trok zich vrijwillig terug uit de Oberliga en ging enkele klassen lager in de Bezirksliga spelen. 